# Барр (переписна місцевість, Массачусетс)
Барр (англ. Barre) — переписна місцевість (CDP) в США, в окрузі Вустер штату Массачусетс. Населення — 1029 осіб (2020).

## Географія
Барр розташований за координатами 42°25′23″ пн. ш. 72°6′23″ зх. д. / 42.42306° пн. ш. 72.10639° зх. д. (42.423007, -72.106380).  За даними Бюро перепису населення США в 2010 році переписна місцевість мала площу 4,10 км², уся площа — суходіл.

## Демографія
Згідно з переписом 2010 року, у переписній місцевості мешкало 1009 осіб у 438 домогосподарствах у складі 251 родини. Густота населення становила 246 осіб/км².  Було 485 помешкань (118/км²).
Расовий склад населення:
| - 97,5 % — білих - 0,6 % — чорних або афроамериканців - 0,4 % — корінних американців - 0,3 % — азіатів |

До двох чи більше рас належало 0,9 %. Частка іспаномовних становила 1,0 % від усіх жителів.
За віковим діапазоном населення розподілялося таким чином: 21,9 % — особи молодші 18 років, 60,8 % — особи у віці 18—64 років, 17,3 % — особи у віці 65 років та старші. Медіана віку мешканця становила 44,5 року. На 100 осіб жіночої статі у переписній місцевості припадало 87,5 чоловіків;  на 100 жінок у віці від 18 років та старших — 85,8 чоловіків також старших 18 років.
Середній дохід на одне домашнє господарство  становив 50 813 долари США (медіана — 30 708), а середній дохід на одну сім'ю — 69 286 доларів (медіана — 79 048). За межею бідності перебувало 6,5 % осіб, у тому числі 0,0 % дітей у віці до 18 років та 11,9 % осіб у віці 65 років та старших.
Цивільне працевлаштоване населення становило 356 осіб. Основні галузі зайнятості: освіта, охорона здоров'я та соціальна допомога — 20,8 %, науковці, спеціалісти, менеджери — 20,5 %, роздрібна торгівля — 19,9 %.